# 錫希特河
51°7′45.46″N 7°38′48.57″E / 51.1292944°N 7.6468250°E

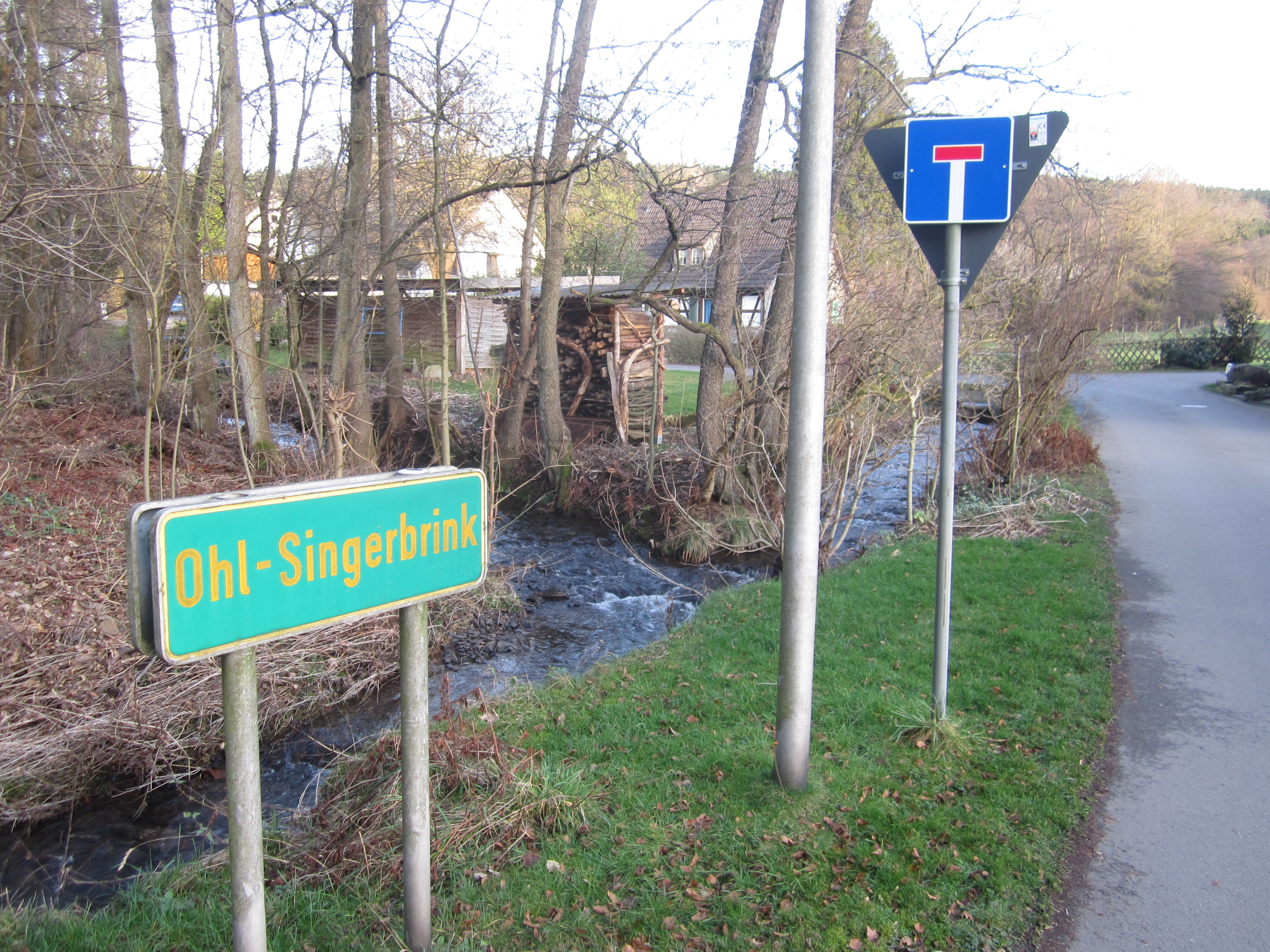

錫希特河（德語：Sichter），是德國的河流，位於該國西部，處於北萊茵-威斯特法倫州，屬於維伯爾薩特河的左支流，河道全長2.6公里，流域面積2.6平方公里。